# Landesregierung (Deutschland)

Regierungsparteien und Anzahl der Sitze im Bundesrat (seit 18. Dezember 2024)

Eine Landesregierung ist die Regierung eines Landes in Deutschland. In Bayern und Sachsen heißt die Landesregierung Staatsregierung, in den Stadtstaaten Berlin, Bremen und Hamburg heißt sie Senat.

## Zusammensetzung und Funktion
Die Landesregierung besteht aus dem Regierungschef und einer bestimmten Anzahl von Ministern (bzw. Staatsministern oder Senatoren). Die Rechtsverhältnisse der Mitglieder einer Landesregierung sind in den Ministergesetzen der einzelnen Länder geregelt.
Die Regierungschefs heißen in den Flächenländern Ministerpräsident, in Berlin Regierender Bürgermeister, in Bremen Präsident des Senats und Bürgermeister und in Hamburg Erster Bürgermeister und Präsident des Senats.
Anzahl und Zuständigkeitsbereiche der Minister sind von Land zu Land unterschiedlich; sie sind entweder in den Landesverfassungen vorgegeben, werden durch ein besonderes Gesetz bestimmt oder vom Ministerpräsidenten nach freiem Ermessen festgelegt. In Baden-Württemberg, Bayern, Bremen, dem Saarland und Sachsen können der Landesregierung neben den Ministern bzw. Senatoren auch weitere Mitglieder angehören.
Beschlüsse einer Landesregierung haben zunächst meist nur eine politische Bedeutung und erfordern oft weitere Schritte. So muss z. B. ein Gesetzentwurf der Regierung im jeweiligen Landesparlament beraten werden. Je nach den gesetzlichen Bestimmungen im Gesetz können Rechtsverordnungen und Verwaltungsvorschriften von der Landesregierung oder einem einzelnen Minister erlassen werden. Im Interesse der Zusammenarbeit der Minister geht solchen Erlassen aber häufig ein Beschluss der Landesregierung voraus, auch wenn dies formaljuristisch nicht erforderlich ist.

## Regierungssystem
Der Staats- beziehungsweise Regierungsform nach sind alle deutschen Länder derzeit parlamentarische Republiken, was bedeutet, dass die Regierung jedes Landes (Exekutive) prinzipiell vom Vertrauen eines sie bestellenden Parlaments (Legislative) auf Landesebene abhängig ist.
Die verfassungspolitischen Rahmenbedingungen dieser Regierungsform werden durch bundesstaatliches Verfassungsrecht, das sogenannte Homogenitätsgebot des Grundgesetzes (Art. 28 GG), zwingend vorgeschrieben. Nicht vorgegeben ist dadurch aber die konkrete staatsorganisatorische Ausgestaltung des Regierungssystems, sodass das Gebot in den Ländern grundsätzlich beispielsweise auch eine präsidentielle Regierungsform oder andere Formen demokratischer Staatsordnung und deren Varianten zulässt. Die Bestimmung der Regeln, nach denen die Staatsorgane der Länder gebildet werden, welche Funktionen und Kompetenzen sie besitzen, ist prinzipiell Sache der Länder und unterliegt den Regelungen der Landesverfassungen.

## Aktuelle Landesregierungen
| Land                   | Kabinett                              | Ministerpräsident/in | Ministerpräsident/in                                                   | Beteiligte Parteien | Bildung            |
| ---------------------- | ------------------------------------- | -------------------- | ---------------------------------------------------------------------- | ------------------- | ------------------ |
| Baden-Württemberg      | Kretschmann III                       |                      | Winfried Kretschmann (Grüne)                                           | Grüne, CDU          | 12. Mai 2021       |
| Bayern                 | Söder III                             |                      | Markus Söder (CSU)                                                     | CSU, FW             | 31. Oktober 2023   |
| Berlin                 | Senat Wegner                          |                      | Regierender Bürgermeister Kai Wegner (CDU)                             | CDU, SPD            | 27. April 2023     |
| Brandenburg            | Woidke IV                             |                      | Dietmar Woidke (SPD)                                                   | SPD, BSW            | 11. Dezember 2024  |
| Bremen                 | Senat Bovenschulte II                 |                      | Präsident des Senats und Bürgermeister Andreas Bovenschulte (SPD)      | SPD, Grüne, Linke   | 5. Juli 2023       |
| Hamburg                | Senat Tschentscher III                |                      | Erster Bürgermeister und Präsident des Senats Peter Tschentscher (SPD) | SPD, Grüne          | 7. Mai 2025        |
| Hessen                 | Rhein II                              |                      | Boris Rhein (CDU)                                                      | CDU, SPD            | 18. Januar 2024    |
| Mecklenburg-Vorpommern | Schwesig II                           |                      | Manuela Schwesig (SPD)                                                 | SPD, Linke          | 15. November 2021  |
| Niedersachsen          | Lies                                  |                      | Olaf Lies (SPD)                                                        | SPD, Grüne          | 20. Mai 2025       |
| Nordrhein-Westfalen    | Wüst II                               |                      | Hendrik Wüst (CDU)                                                     | CDU, Grüne          | 29. Juni 2022      |
| Rheinland-Pfalz        | Schweitzer                            |                      | Alexander Schweitzer (SPD)                                             | SPD, Grüne, FDP     | 10. Juli 2024      |
| Saarland               | Rehlinger                             |                      | Anke Rehlinger (SPD)                                                   | SPD                 | 25. April 2022     |
| Sachsen                | Kretschmer III (Minderheitsregierung) |                      | Michael Kretschmer (CDU)                                               | CDU, SPD            | 18. Dezember 2024  |
| Sachsen-Anhalt         | Haseloff III                          |                      | Reiner Haseloff (CDU)                                                  | CDU, SPD, FDP       | 16. September 2021 |
| Schleswig-Holstein     | Günther II                            |                      | Daniel Günther (CDU)                                                   | CDU, Grüne          | 29. Juni 2022      |
| Thüringen              | Voigt (Minderheitsregierung)          |                      | Mario Voigt (CDU)                                                      | CDU, BSW, SPD       | 12. Dezember 2024  |

## Historische Übersicht über alle Landesregierungen

### Landesregierungen ehemaliger deutscher Länder
Regierungen des Königreichs Hannover

Regierung der Landgrafschaft Hessen-Homburg

Regierung des Herzogtums Nassau

Regierung des Herzogtums Sachsen-Meiningen

Regierung des Fürstentums Schwarzburg-Rudolstadt

Regierung des Fürstentums Waldeck-Pyrmont

## Historische Übersicht der Vorsitzenden der Landesregierungen

### Frauen als Vorsitzende der Landesregierung
Bisher waren in Deutschland neun Frauen Vorsitzende einer Landesregierung. Von diesen eroberten allerdings nur drei, Hannelore Kraft, Franziska Giffey und Anke Rehlinger, durch Spitzenkandidatur bei einer allgemeinen Wahl das Amt. Fünf wurden jeweils nach Rücktritten der jeweiligen Amtsinhaber durch die jeweiligen Parlamentsmehrheiten gewählt, eine weitere übte das Amt kommissarisch aus.
Die erste Frau, die die Regierung eines deutschen Landes führte, war Louise Schroeder (SPD), die den Berliner Magistrat vom 18. August 1947 bis 7. Dezember 1948 kommissarisch führte, weil der eigentlich gewählte Oberbürgermeister von der Alliierten Kommandantur nicht bestätigt wurde (siehe auch Magistrat Schroeder).
Heide Simonis (SPD) wurde 1993 erstmals zur Ministerpräsidentin Schleswig-Holsteins gewählt und war bis 2005 im Amt (siehe auch die Kabinette Simonis I, II und III). Seit der Wahl von Christine Lieberknecht (CDU) zur Ministerpräsidentin von Thüringen (siehe auch Kabinett Lieberknecht) 2009 standen kontinuierlich Frauen an der Spitze mindestens einer Landesregierung.
Derzeit (2024) stehen zwei Frauen als Ministerpräsidentinnen an der Spitze einer Landesregierung: in Mecklenburg-Vorpommern seit Juli 2017 Manuela Schwesig und im Saarland seit April 2022 Anke Rehlinger (siehe auch Kabinett Schwesig I und II sowie Kabinett Rehlinger).
Der Frauenanteil unter den Vorsitzenden der 16 Landesregierungen betrug erstmals 2013 sowie von 2022 bis 2023 25 Prozent; er kam somit innerhalb weniger Jahre dem  Frauenanteil der 16 Parlamente der Bundesländer deutlich näher, der sich zwischen 18,8 Prozent (Baden-Württemberg) und rund 40 Prozent (Bremen, Brandenburg) bewegt und im Durchschnitt bei rund einem Drittel der Abgeordneten liegt. Seit den 1990er Jahren sind die Anteile von Frauen in den einzelnen Landesparlamenten deutlich gestiegen.
Mit zwei von sieben liegt aktuell seit Juli 2024 der Frauenanteil unter den SPD-Ministerpräsidenten bei 28,6 Prozent. Die CDU in sechs Bundesländern, die CSU in Bayern, die Linkspartei in Thüringen und Bündnis 90/Die Grünen in Baden-Württemberg stellen aus ihren Reihen jeweils keine Frau für das Spitzenamt der von ihnen geführten Landesregierungen.
| Frauen als Ministerpräsidentinnen deutscher Länder                                      | Frauen als Ministerpräsidentinnen deutscher Länder | Frauen als Ministerpräsidentinnen deutscher Länder | Frauen als Ministerpräsidentinnen deutscher Länder  | Frauen als Ministerpräsidentinnen deutscher Länder               | Frauen als Ministerpräsidentinnen deutscher Länder               | Frauen als Ministerpräsidentinnen deutscher Länder               | Frauen als Ministerpräsidentinnen deutscher Länder               | Frauen als Ministerpräsidentinnen deutscher Länder               | Frauen als Ministerpräsidentinnen deutscher Länder | Frauen als Ministerpräsidentinnen deutscher Länder | Frauen als Ministerpräsidentinnen deutscher Länder | Frauen als Ministerpräsidentinnen deutscher Länder | Frauen als Ministerpräsidentinnen deutscher Länder | Frauen als Ministerpräsidentinnen deutscher Länder | Frauen als Ministerpräsidentinnen deutscher Länder | Frauen als Ministerpräsidentinnen deutscher Länder |
| Zeitraum                                                                                | 1947–1948                                          | 1948–1993                                          | 1993–2005                                           | 2005–2009                                                        | 2009–2010                                                        | 2010–2011                                                        | 2011–2013                                                        | 2013–2014                                                        | 2014–2017                                          | 2017                                               | 2017–2018                                          | 2018–2021                                          | 2021–2022                                          | 2022–2023                                          | 2023–2024                                          | seit 2024                                          |
| --------------------------------------------------------------------------------------- | -------------------------------------------------- | -------------------------------------------------- | --------------------------------------------------- | ---------------------------------------------------------------- | ---------------------------------------------------------------- | ---------------------------------------------------------------- | ---------------------------------------------------------------- | ---------------------------------------------------------------- | -------------------------------------------------- | -------------------------------------------------- | -------------------------------------------------- | -------------------------------------------------- | -------------------------------------------------- | -------------------------------------------------- | -------------------------------------------------- | -------------------------------------------------- |
| Ministerpräsidentinnen/ Amtsperiode(n)                                                  | Louise Schroeder (SPD) 1947–1948                   |                                                    | Heide Simonis (SPD) 1993–1996; 1996–2000; 2000–2005 |                                                                  | Christine Lieberknecht (CDU) 2009–2014                           | Christine Lieberknecht (CDU) 2009–2014                           | Christine Lieberknecht (CDU) 2009–2014                           | Christine Lieberknecht (CDU) 2009–2014                           |                                                    |                                                    | Manuela Schwesig (SPD) 2017–2021; 2021–            | Manuela Schwesig (SPD) 2017–2021; 2021–            | Manuela Schwesig (SPD) 2017–2021; 2021–            | Manuela Schwesig (SPD) 2017–2021; 2021–            | Manuela Schwesig (SPD) 2017–2021; 2021–            | Manuela Schwesig (SPD) 2017–2021; 2021–            |
| Ministerpräsidentinnen/ Amtsperiode(n)                                                  | Louise Schroeder (SPD) 1947–1948                   |                                                    | Heide Simonis (SPD) 1993–1996; 1996–2000; 2000–2005 | Hannelore Kraft (SPD) 2010–2012; 2012–2017                       | Hannelore Kraft (SPD) 2010–2012; 2012–2017                       | Hannelore Kraft (SPD) 2010–2012; 2012–2017                       | Hannelore Kraft (SPD) 2010–2012; 2012–2017                       |                                                                  |                                                    | Franziska Giffey (SPD) 2021–2023                   | Franziska Giffey (SPD) 2021–2023                   |                                                    |                                                    |                                                    |                                                    |                                                    |
| Ministerpräsidentinnen/ Amtsperiode(n)                                                  | Louise Schroeder (SPD) 1947–1948                   |                                                    | Heide Simonis (SPD) 1993–1996; 1996–2000; 2000–2005 | Annegret Kramp-Karrenbauer (CDU) 2011–2012; 2012–2017; 2017–2018 | Annegret Kramp-Karrenbauer (CDU) 2011–2012; 2012–2017; 2017–2018 | Annegret Kramp-Karrenbauer (CDU) 2011–2012; 2012–2017; 2017–2018 | Annegret Kramp-Karrenbauer (CDU) 2011–2012; 2012–2017; 2017–2018 | Annegret Kramp-Karrenbauer (CDU) 2011–2012; 2012–2017; 2017–2018 |                                                    | Anke Rehlinger (SPD) 2022–                         | Anke Rehlinger (SPD) 2022–                         | Anke Rehlinger (SPD) 2022–                         |                                                    |                                                    |                                                    |                                                    |
| Ministerpräsidentinnen/ Amtsperiode(n)                                                  | Louise Schroeder (SPD) 1947–1948                   | Malu Dreyer (SPD) 2013–2016; 2016–2021; 2021–2024  | Heide Simonis (SPD) 1993–1996; 1996–2000; 2000–2005 |                                                                  |                                                                  |                                                                  |                                                                  |                                                                  |                                                    |                                                    |                                                    |                                                    |                                                    |                                                    |                                                    |                                                    |
| Anzahl zeitgleich amtierender Frauen                                                    | 1                                                  | keine                                              | 1                                                   | keine                                                            | 1                                                                | 2                                                                | 3                                                                | 4                                                                | 3                                                  | 2                                                  | 3                                                  | 2                                                  | 3                                                  | 4                                                  | 3                                                  | 2                                                  |
| Frauenanteil unter den Ministerpräsidenten aller 16 Länder (Andere Länderzahl bis 1990) | 5,9 %                                              | 0 %                                                | 6,3 %                                               | 0 %                                                              | 6,3 %                                                            | 12,5 %                                                           | 18,8 %                                                           | 25,0 %                                                           | 18,8 %                                             | 12,5 %                                             | 18,8 %                                             | 12,5 %                                             | 18,8 %                                             | 25,0 %                                             | 18,8 %                                             | 12,5 %                                             |